# Plaza Sabaa Bahrat

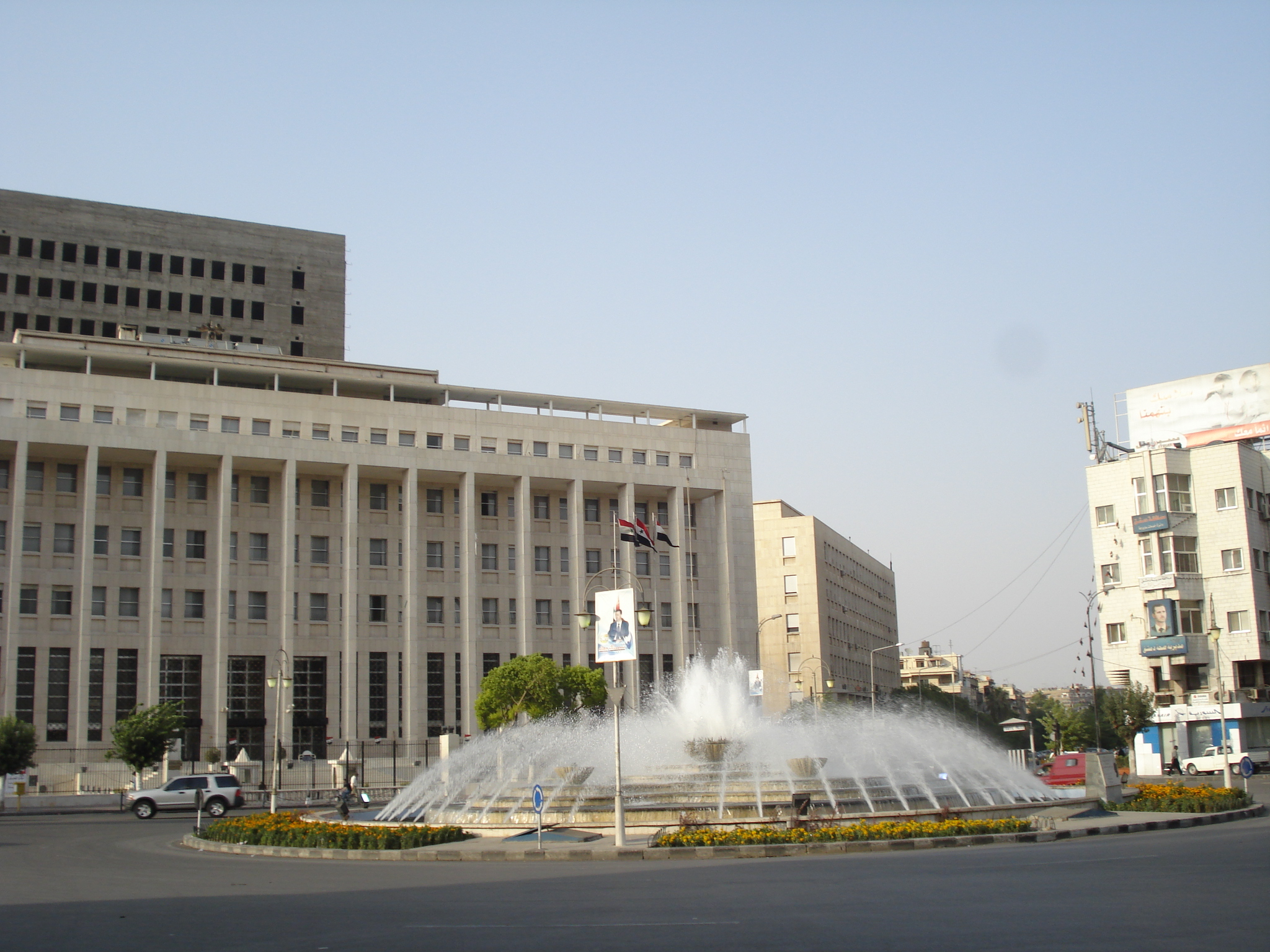
Banco central de Siria en la plaza Sabaa Bahrat.

La plaza Sabaa Bahrat (en árabe: ساحة السبع بحرات‎:  / ALA-LC: sāḥat as-Saba‘a Baḥrāt, que significa "plaza de las Siete Fuentes") es una gran plaza de Damasco, Siria. Algunos edificios oficiales importantes y ministerios están localizados en esta plaza o en su área, como el Banco Central de Siria. También se encuentran la sede de Syrian Air y la mezquita Baira (Construido por Rashid Baira 1938). En ella confluyen varias avenidas importantes: la avenida Bagdad, la avenida Pakistán, la avenida 29 de mayo y las calles Ali El Abed, Joul Jammal y Abd Ar Rahman Shahbander. Se encuentra en la municipalidad de Al-Salihiyah.
Se construyó bajo el mandato francés en 1925 en la memoria de un capitán francés llamado Gaston Descarpentries. La plaza tuvo un domo pequeño con siete fuentes, y se llamaba "Sahat Captain Decarpentry." Tras la independencia las autoridades tiraron el monumento y rebautizaron la plaza. Durante la guerra civil siria contra el gobierno de Presidente Bashar al-Assad se reportaron disparos con ametralladoras cerca de Sabaa Bahrat, y también fue escenario de varias manifestaciones contra el gobierno de Assad.